# Ochrotrichia limonensis
Ochrotrichia limonensis är en nattsländeart som beskrevs av Oliver S. Flint Jr. 1981. Ochrotrichia limonensis ingår i släktet Ochrotrichia och familjen smånattsländor. Inga underarter finns listade i Catalogue of Life.